# Krishnapur
Krishnapur là một thị trấn thống kê (census town) của quận Hugli thuộc bang Tây Bengal, Ấn Độ.

## Địa lý
Krishnapur có vị trí 24°25′B 88°16′Đ / 24,42°B 88,27°Đ Nó có độ cao trung bình là 23 mét (75 feet).

## Nhân khẩu
Theo điều tra dân số năm 2001 của Ấn Độ, Krishnapur có dân số 6676 người. Phái nam chiếm 50% tổng số dân và phái nữ chiếm 50%. Krishnapur có tỷ lệ 69% biết đọc biết viết, cao hơn tỷ lệ trung bình toàn quốc là 59,5%: tỷ lệ cho phái nam là 73%, và tỷ lệ cho phái nữ là 65%. Tại Krishnapur, 12% dân số nhỏ hơn 6 tuổi.